# Barbara Strzałka-Mrozik
Barbara Monika Strzałka-Mrozik – polska farmaceutka, doktor habilitowany nauk farmaceutycznych, profesor na Śląskim Uniwersytecie Medycznym w Katowicach, specjalistka od biochemii farmaceutycznej oraz biologii molekularnej.

## Kariera naukowa
W 1996 roku na Wydziale Nauk Farmaceutycznych Śląskiego Uniwersytetu Medycznego w Sosnowcu uzyskała tytuł magistra farmacji. W  tym samym roku została zatrudniona na tejże uczelni, a w 2004 roku na tym samym wydziale uzyskała stopień doktora nauk farmaceutycznych na podstawie rozprawy pt. QPCR i ORT-PCR(TaqMan) w kwalifikacji chorych na przewlekłe wirusowe zapalenie wątroby typu B do leczenia interferonem, której promotorem był Tadeusz Wilczok. W 2018 roku ten sam wydział nadał jej stopień doktora habilitowanego nauk farmaceutycznych na podstawie pracy pt. Aktywność transkrypcyjna genów zależnych od TGFP w monitorowaniu działania leku w wybranych chorobach zwyrodnieniowych i zapalnych oczu.